# Attilio Pierelli

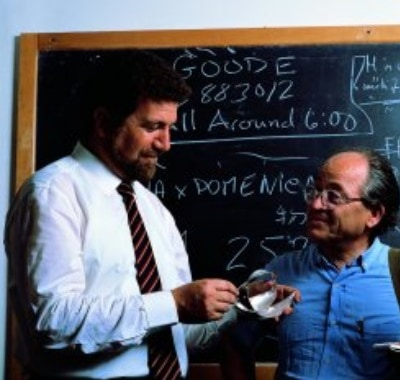
Pierelli (rechts), 1984

Attilio Pierelli (* 1924 in Serra San Quirico; † 2. Januar 2013 in Rom) war ein italienischer Bildhauer und Dichter. Er lebte und arbeitete in Rom.

## Werke in öffentlichen Sammlungen
- La Serpara, Civitella d’Agliano
- Museo Nazionale d’Abruzzo